# El faro de las orcas
El faro de las orcas es una película dramática hispano-argentina dirigida por el español Gerardo Olivares, ambientada y filmada en la Península Valdés, Provincia de Chubut, en el norte de la Patagonia argentina.
Íntegramente rodada en 2016, El faro de las orcas fue estrenada por primera vez en España el 16 de diciembre de ese mismo año.
Junto con las dos películas anteriores de Olivares, Entrelobos (2010) y Hermanos del viento (2015), El faro de las orcas forma una trilogía en la que el hilo conductor es la relación hombre-animal.

## Sinopsis
Lola (Maribel Verdú) tiene un hijo con Autismo llamado Tristán (Joaquín Rapalini Olivella) para quien la vista de las orcas, aparentemente, supone un estímulo que podría ser portador de significado en relación con su patología. Con la intención de mejorar el estado de su hijo, Lola decide llevar a Tristán a Argentina, ante la presencia de Beto (Joaquín Furriel), un guardafaunas que trabaja en las costas de la Patagonia argentina y que también, a su manera, mantiene una relación especial con estos animales.

## Ficha técnica
- Título: El faro de las orcas
- Dirección: Gerardo Olivares
- Guion: Gerardo Olivares, Lucía Puenzo y Shallua Sehk (guion basado en una novela de Roberto Bubas)
- Música: Pascal Gaigne
- Montaje: Iván Aledo
- Fotografía: Óscar Durán
- Vestuario: Wanda Morales
- Productor: José María Morales
- Productor ejecutivo: Miguel Morales
- Compañías productoras: Historias Cinematográficas Cinemanía (en Argentina) y Wanda Visión S. A. (en España)
- Compañía de distribución en España: Wanda Films[4]
- Países de origen:  España
- Duración: 110 minutes
- Género: Drama
- Fecha de estreno:
  -  España: 16 de diciembre de 2016
  -  Dinamarca: 7 de abril de 2017

## Reparto
- Maribel Verdú: Lola
- Joaquín Furriel: Beto Bubas
- Joaquín Rapalini Olivella: Tristán (mencionado en los créditos como «Quinchu Rapalini»)
- Ana Celentano: Marcela
- Ciro Miró: Manolo
- Osvaldo Santoro: Bonetti
- Federico Barga: Quiñones
- Zoe Hochbaum: Martina
- Alan Juan Pablo Moya: Inti
- Juan Antonio Sánchez: Junco
- Eduardo «Camión» Domínguez: Anciano
- Roberto Bubas: Hombre
- Isidoro del Carmen: Esquilador
- Errol Kenny Hughes: Paisano
- Maria A. Abraham: Camarera
- Julio Cesar Arriagada: Músico
- José Alfredo Arriagada: Músico
- Jesús Nazareno Arriagada: Músico
- Mario Arriagada: Músico
- Luis Nieves: Doble Rapalini

## Recepción

### Comercial
En Argentina funcionó de forma similar que en España. De todas formas se puede decir que tuvo un éxito moderado en contraste con el fracaso comercial del país europeo. En su recorrido comercial la vieron 57.459 espectadores lo cual la ubica entre las 20 más vistas del cine argentino 2017.